# فلاوي
فلاوي (أو فليوه) أو (فلاوة) هي إحدى القرى اللبنانية من قرى قضاء بعلبك في محافظة البقاع.

## الموقع والخصائص
تقع فلاوي في قضاء بعلبك، محافظة البقاع، مركز المحافظة زحلة ومركز القضاء بعلبك، ترتفع عن سطح البحر حوالي (1200)م، تبعدها عن بيروت مسافة تقدر بحوالي (104) كم عبر بعلبك وعبر بيت شاما، وعن مركز المحافظة زحلة (53) كم، وعن مركز القضاء بعلبك (18) كم، أهم الزراعات بها الأشجار المثمرة والزيتون والحبوب والحنطة . يبلع متوسط مساحة أراضيها حوالي (2798) هكتاراً.

## التسمية والأثار
هناك من يرى أن اسم فلاوي روماني ومعناه "المحطة"، في حين يرى آخرون أنه اسم جمع لكلمة FILA الآرامية، التي تعني "الشق والانفراج بين جبلين"، ويقال أن البلدة كانت مصيفاً لسكان بعلبك الرومان. وقد حفظ وسط البلدة مغاور عملت فيها يد الإنسان، في داخلها نواويس ونقوش محفورة في الصخور، كما يوجد بها بقايا أبنية بالغة القدم، اكتشفت آنية فخارية كثيرة في أراضيها.

## السكان
تتألف التركيبة السكانية في فلاوي من الشيعة (أغلبية حوالي 96%)، وقليل من السنة، والمسيحيين الموارنة، ويبلغ عدد العائلات بها نحو (157) عائلة منها السبلاني، شمص، ناصيف، فخرالدين، اذا، شريف، المصري، هدوان، أوذا (أوزا)، عساف، دياب، مظلوم، مشيك،الموسوي، فرحات، أيوب، المقداد،كنعان، الملاح، هاشم، خير الدين، عرب.

## حديقة حيوان فلاوي
من المعالم الحديثة في فلاوى، وهي عبارة عن حديقة كبيرة للحيوانات، جاءت فكرة تأسييسها من قبل أحد أبناء البلدة والذي كان عاشقاً للحيوانات، وهو محمد أركان السبلاني، والذي أراد تنفيذ مشروع فريد من نوعه في البلدة لتكون معلمًا سياحياً ولتضع فلاوى علي الخريطة السياحية للبنان، بدات فكرة انشاء الحديقة بأسد ولبوة، ثم تطورت لتضم عدداً كبيراً من الحيوانات المختلفة التي جلبها السبلاني من افريقيا مثل: النمر السيبيري، النمر البنغالي، الفهد الأسود، الاسود، اللاما، الغزلان، الجمال، بالإضافة إلي مجموعة كبيرة من الطيور. ولم يكن هدف السبلاني التجارة والربح بقدر ما كان إحياء وانعاش المنطقة وتعريف الناس بها، تم افتتاح الحديقة في 2016م.